# Варфуриле (Арад)
Варфуриле (рум. Vârfurile) насеље је у Румунији у округу Арад у општини Варфуриле. Oпштина се налази на надморској висини од 228 m.

## Историја
По "Румунској енциклопедији" место је до 1441. године било власништво српског деспота Бранковића. Затим прелази у посед Маротија.

## Становништво
Према подацима из 2002. године у насељу је живело 3298 становника.

### Попис2002.
| Расподела становништва по националности 2002.‍ | Расподела становништва по националности 2002.‍ | Расподела становништва по националности 2002.‍ | Расподела становништва по националности 2002.‍ | Расподела становништва по националности 2002.‍ |
| --------------------------------------------- | --------------------------------------------- | --------------------------------------------- | --------------------------------------------- | --------------------------------------------- |
|                                               |                                               |                                               |                                               |                                               |
| Румуни                                        | Румуни                                        |                                               | 3.261                                         | 99,0%                                         |
| Роми                                          | Роми                                          |                                               | 32                                            | 1,0%                                          |

### Хронологија
| Година       | 1992 | 1993 | 1994 | 1995 | 1996 | 1997 | 1998 | 1999 | 2000 | 2001 | 2002 | 2003 | 2004 | 2005 | 2006 | 2007 | 2008 | 2009 | 2010 | 2011 | 2012 | 2013 | 2014 | 2015 | 2016 | 2017 |
| ------------ | ---- | ---- | ---- | ---- | ---- | ---- | ---- | ---- | ---- | ---- | ---- | ---- | ---- | ---- | ---- | ---- | ---- | ---- | ---- | ---- | ---- | ---- | ---- | ---- | ---- | ---- |
| Становништво | 3677 | 3648 | 3595 | 3510 | 3500 | 3473 | 3414 | 3384 | 3350 | 3308 | 3261 | 3207 | 3181 | 3159 | 3088 | 3056 | 3013 | 2952 | 2885 | 2841 | 2807 | 2814 | 2768 | 2713 | 2656 | 2612 |